# Curtiss F6C Hawk
Il Curtiss F6C Hawk fu un aereo da caccia monomotore, monoposto e biplano, sviluppato dall'azienda aeronautica statunitense Curtiss Aeroplane and Motor Company negli anni venti.

## Storia del progetto
Durante gli anni venti la US Navy iniziò a valutare la necessità di dotarsi di un nuovo modello di caccia per equipaggiare le proprie basi a terra per cui, ritenendolo adatto a quel ruolo, il Bureau of Aeronautics (BuAer) emise in favore della Curtiss Aeroplane and Motor Company un ordine di fornitura per una variante, indicata dall'azienda come Model 34C, derivata dal P-1 Hawk già in servizio nel United States Army Air Corps.
Nel 1926, durante l'evasione dell'originario ordine di nove esemplari, essendo entrate da poco in servizio le portaerei Classe Lexington e necessitando di una flotta aerea che potesse essere assegnata anche alle nuove unità navali di superficie, venne deciso di valutarne le capacità operative come aereo imbarcato modificando il settimo esemplare, ridesignato per questo Model 34D. Il modello, giudicato idoneo nel ricoprire il ruolo sia da basi a terra che dalle portaerei, venne quindi avviato alla produzione in serie assegnato sia ai reparti US Navy che, nelle ultime sue varianti, al United States Marine Corps (USMC), che nelle proprie unità aeree lo utilizzò come cacciabombardiere. Ne venne realizzata in piccola serie anche una variante idrovolante a scarponi.

## Impiego operativo
L'F6C entrò in linea nel corso del 1927, andando ad equipaggiare i seguenti reparti:
- VF-9M, reparto del United States Marine Corps basato a terra, che operò con 5 Model 34C, F6C-1 e XF6C-4.
- VF-2 (US Navy), che operò con 4 Model 34D e F6C-2 dalla portaerei USS Langley nel periodo 1927-1930.
- VF-5S, in seguito ridenominato VF-1B (US Navy), che assieme al VF-8M (US Marines) operò con 35 Model 34E, F6C-3 dalla portaerei USS Lexington nel periodo 1927-1930.
- VF-2B (US Navy) che operò con 31 Model 34H, F6C-4 dalla USS Langley nel periodo 1927-1930.

## Varianti

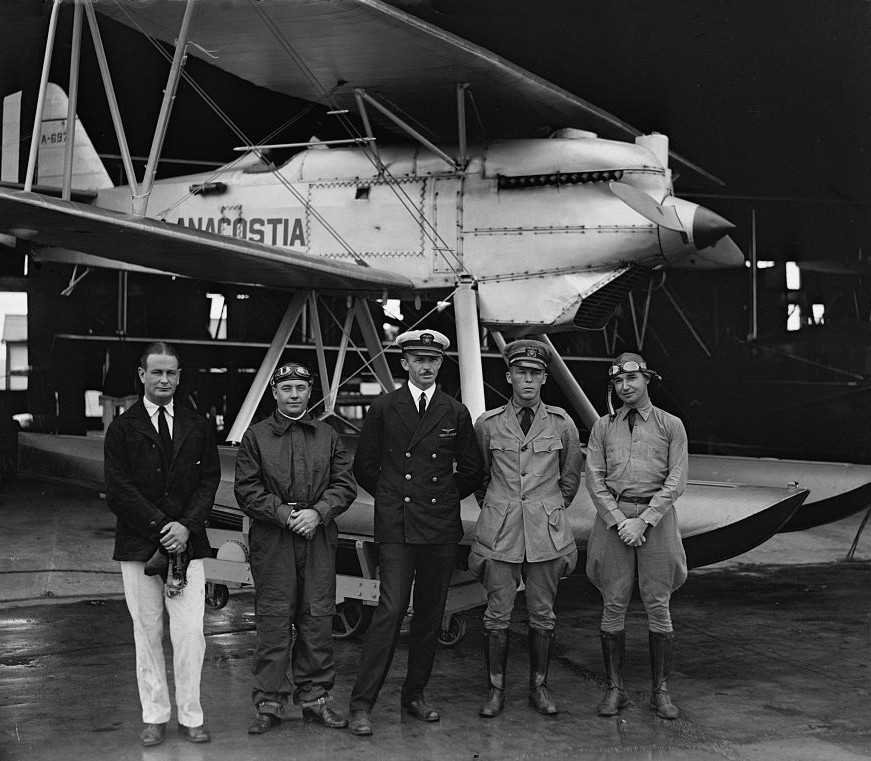
F6C versione idrocorsa.

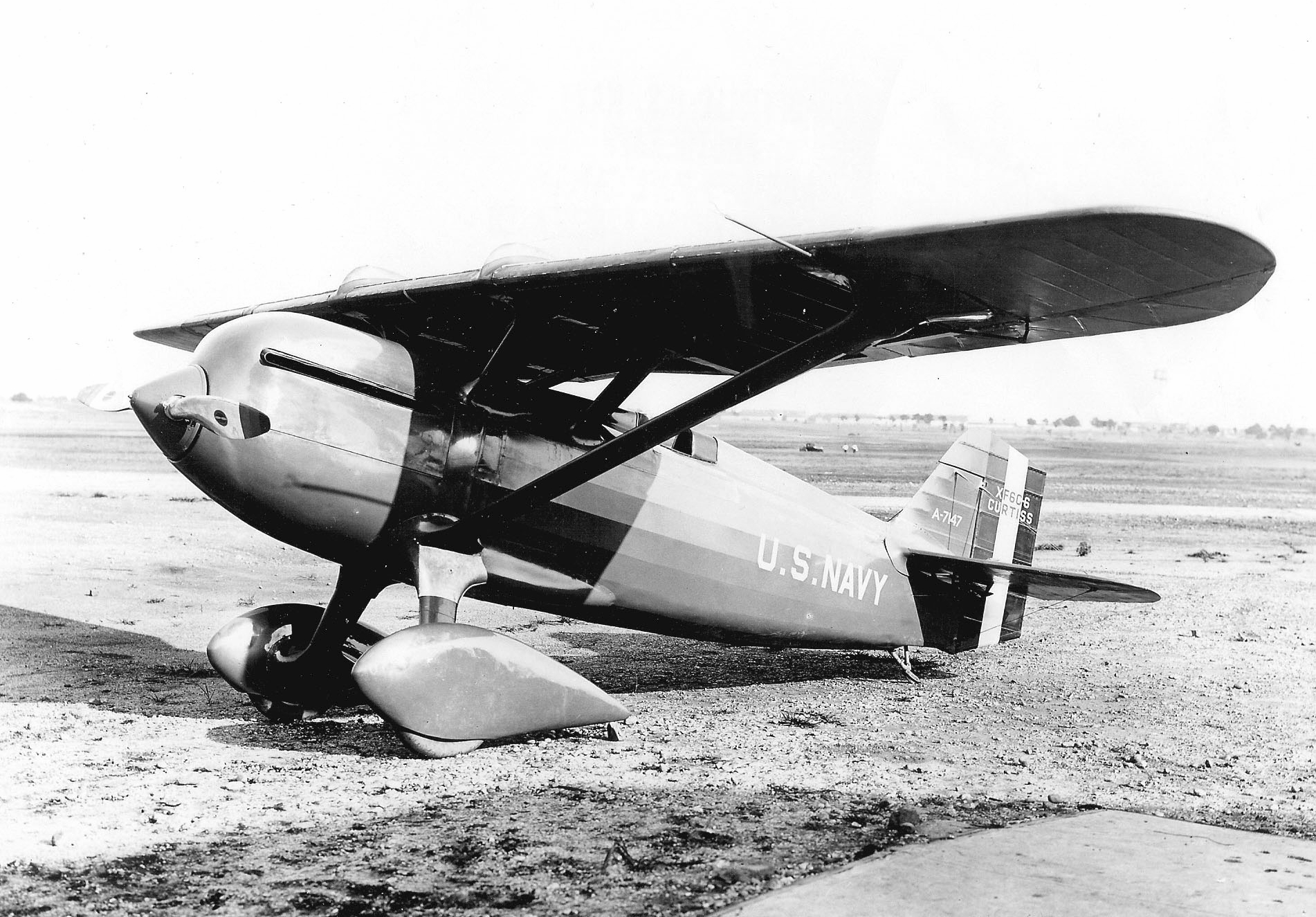
Il prototipo XF6C-6.

F6C-1 Model 34C
versione virtualmente identica al P-1 Hawk.
F6C-2 Model 34D
variante modificata per operare da portaerei, equipaggiata con gancio di coda.
F6C-3 Model 34E
versione modificata dell'F6C-2.
XF6C-4 Model 34H
prototipo, conversione rimotorizzata dell'F6C-1 equipaggiata con un motore radiale Pratt & Whitney R-1340 Wasp.
F6C-4 Model 34H
designazione degli esemplari di serie basati sull'XF6C-4.
XF6C-5 Model 34H
prototipo, conversione rimotorizzata dell'F6C-1 equipaggiata con un motore radiale Pratt & Whitney R-1690 da 525 hp (391 kW).
F6C-6 Model 34E
conversione destinata alle competizioni aeronautiche caratterizzata dai radiatori inclusi in fusoliera.
XF6C-6 Model 34E
conversione monoplana ad ala alta a parasole dal F6C-6 che vinse l'edizione 1930 del Curtiss Marine Trophy, caratterizzata dalla nuova ala con radiatori a sfioramento. Il velivolo venne perso per incidente di gara nel Thompson Trophy 1930 quando il suo pilota, sopraffatto dal fumo, perse il controllo del velivolo precipitando.
XF6C-7 Model 34H
laboratorio volante per lo sviluppo del motore sperimentale Ranger SGV-770C-1 12 cilindri a V rovesciata raffreddato ad aria da 350 hp (260 kW).

## Utilizzatori
Stati Uniti
- United States Navy
- United States Marine Corps

## Velivoli comparabili
Modelli impiegati nell'edizione 1926 della Coppa Schneider.
 Italia
- Macchi M.39

 Regno Unito
- Gloster IV
- Short Crusader
- Supermarine S.5

 Stati Uniti
- Kirkham-Williams Racer

Modello corrispondente adottato dall'US Army.
 Stati Uniti
- Curtiss P-1 Hawk